# ГЕС Ла-Барранкоса
ГЕС Ла-Барранкоса (ісп. La Barrancosa) — гідроелектростанція, що споруджується у південній Аргентині в провінції Санта-Крус. Знаходячись нижче від місця будівництва ГЕС Кондор-Кліфф, становитиме нижній ступінь у каскаді на річці Санта-Крус, яка тече з Анд на схід в Атлантичний океан.
Проект передбачав зведення кам'яно-накидної греблі з бетонним облицюванням висотою 44 метри та встановлення п'яти турбін загальною потужністю 600 МВт. Проте у виданому в 2013 році дозволі Міністерства федерального планування висоту цієї споруди зменшили до 41 метра при довжині 2445 метрів, а загальну потужність станції визначили як 360 МВт (три турбіни).
Машинний зал обладнають турбінами типу Каплан, які при напорі у 34,7 метра забезпечуватимуть виробництво 1921 млн кВт-год електроенергії на рік.
Видача продукції здійснюватиметься до підстанції 132/500 кВ.
За часів президентства Крістіни Кіршнер ГЕС була перейменована на честь губернатора провінції Санта-Крус Хорхе Сеперника, який помер 2010 року. 1 листопада 2017 року президент Маурісіо Макрі своїм указом повернув ГЕС початкову назву Ла-Барранкоса.
Будівництво розпочалося у липні 2015 року.
Завершення проекту очікується у 2022 році.